# De plana spera
De plana spera ist eine astronomische/mathematische Schrift, in der einige Aspekte der Darstellung der Sphäre auf dem Astrolabium mathematisch/geometrisch definiert und bewiesen werden. Sie wurde in der ersten Hälfte des 13. Jahrhunderts von Jordanus Nemorarius in lateinischer Sprache verfasst.

## Zielsetzung und Bedeutung
Die betrachteten Einheiten in der Positionsastronomie, wie Sterne, Ekliptik, Azimut usw., wurden seit der Antike auf einer einzigen Kugelfläche dargestellt. Um diese Sphäre der Betrachtung und Analyse zugänglicher zu machen, wurde sie durch eine stereographische Projektion auf eine Ebene übertragen, wobei für die technisch/mechanische Realisierung im Laufe der Jahrhunderte das Astrolabium entwickelt wurde. Diese Abbildung wurde in der Antike vom mehreren Wissenschaftlern bearbeitet. Bedeutend ist das Werk Planisphaeium des Claudius Ptolemäus. Dieses Werk stand Anfang des 13. Jahrhunderts in Europa zur Verfügung, ebenso wie mehrere Übersetzungen aus der Islamischen Welt zu diesem Thema in die lateinische Sprache. Wahrscheinlich benutzte Jordanus diese Texte bei seiner Behandlung der gleichen Themen. Während aber Ptolemäus seine Berechnungen und Konstruktionen stets am akuten Beispiel (etwa Lage des Zodiaks oder des circulus equinoctalis) entwickelte, behandelte Jordanus die mathematisch/geometrischen Probleme (2 Kreise, die sich in einem schiefen Winkel schneiden), ohne das Astrolabium oder die auf ihm abgebildeten Objekte zu erwähnen.

## Inhalt

Stereographic Projektion – gegen die Ebene geneigter Großkreis

Das Werk setzt viele Begriffe und Definitionen als bekannt voraus. Die zugrunde liegende Konstruktion ist die stereographische Projektion: eine Kugel berührt in einem Punkt eine Ebene, durch den Diametralpunkt werden Gerade auf diese Ebene geführt; die Schnittpunkte mit der Ebene bilden eine winkeltreue Abbildung der Schnittpunkte mit der Kugeloberfläche. Für diese Konstruktion, die sich allerdings nur in der vermutlich nicht zur ersten Version gehörigen Einleitung findet, werden 5 proportiones (Sätze) über Eigenschaften dieser Abbildung aufgestellt:
- Ein Kreis auf der Kugeloberfläche wird auf der Ebene in einen Kreis oder eine Gerade abgebildet
- Kreise auf der Kugeloberfläche oberhalb des circulus rectus (zur Ebene paralleler Großkreis) können eindeutig auf der Ebene abgebildet werden
- Die Lage von Punkten auf der Kugeloberfläche oberhalb des circulus rectus kann bestimmt werden.
- Aufteilung der Kugeloberfläche in gleich große Segmente
- Punkte, deren Lage bezüglich eines circulus declivus (zum circulus rectus spitzwinklig geneigter Kreis, dahinter steht die Vorstellung der Ekliptik) bekannt ist, können auf der Ebene lokalisiert werden.

Zu jeder propositio wird ein Beweis in einer formalisierten Sprache geboten, wobei die Geraden, Winkel, Kreise durch Buchstabenkombinationen beschrieben werden:
- Cum sint igitur anguli AKB, FYA recti et angulus FAB communis, erit angulus AFY equalis angulo KBA[7]
- Da AKB und FYA rechte Winkel sind und Winkel FAB (beiden Dreiecken) gemeinsam, wird Winkel AFY gleich Winkel KBA sein

Die Beweise sind allerdings nicht immer im mathematischen Sinn vollständig.

## Weiterleben und Überlieferung
Der Text wurde im Mittelalter stark rezipiert. Dies zeigt sich daran, dass 3 voneinander abweichende Versionen vorliegen, weil die wohl ursprüngliche Fassung von 2 Rezipienten stark bearbeitet wurde. Ebenfalls dafür spricht die Anzahl der erhaltenen Handschriften, einige bereits aus dem 13. Jahrhundert. Der wenig später schreibende Petrus Peregrinus de Maricourt zitiert ihn in seiner Abhandlung über das Astrolab, und mehrere andere Werke zeigen Parallelen. 1536 wurde das Werk von Johan Walder (Basel) in eine astronomische Sammeledition aufgenommen und 1558 von Federico Commandino (Venedig) in seinen Kommentar zum Planisphaerium des Ptolemäos. Ron B. Thomson erstellte 1978 eine Ausgabe mit Übersetzung in die englische Sprache und ausführlicher Kommentierung.

## Textausgaben und Literatur
- Burkhard Stautz: Die Astrolabiensammlungen des Deutschen Museums und des Bayerischen Nationalmuseums, München 1999.
- Ron B. Thomson: Jordanus de Nemore and the Mathematics of Astrolabes: De plana spera, Toronto 1978.